# Przywieczerzyn (SIMC 0865020)
Przywieczerzyn – wieś w Polsce położona w województwie kujawsko-pomorskim, w powiecie włocławskim, w gminie Lubanie.
W latach 1975–1998 miejscowość administracyjnie należała do województwa włocławskiego. Według Narodowego Spisu Powszechnego (III 2011 r.) liczyła 149 mieszkańców. Jest trzynastą co do wielkości miejscowością gminy Lubanie.

## Wsie o nazwie Przywieczerzyn w gminie Lubanie
W gminie Lubanie istnieją dwie miejscowości podstawowe typu wieś o nazwie Przywieczerzyn. Niniejszy artykuł dotyczy wsi, która posiada identyfikator SIMC 0865020. Drugą z nich jest wieś Przywieczerzyn, która posiada identyfikator SIMC 0865102.